# 피노키오 (2002년 영화)
피노키오(Pinocchio)는 독일에서 제작된 로베르토 베니니 감독의 2002년 가족, 코미디, 판타지 영화이다. 로베르토 베니니 등이 주연으로 출연하였고 엘다 페리 등이 제작에 참여하였다.

## 출연

### 주연
- 로베르토 베니니

### 조연
- 니콜레타 브라스키
- 카를로 기우프리
- 킴 로지 스튜어트
- 페프 바라
- 미노 벨레이

## 제작진
- 원작자: 카를로 콜로디
- 미술: 다닐로 도나티
- 의상: 다닐로 도나티

## 같이 보기
- 피노키오 (2019년 영화)